# Cucina australiana
La cucina australiana è l'espressione dell'arte culinaria sviluppata in Australia, tanto degli indigeni che degli immigrati arrivati a partire dal XVIII secolo.

## Storia
Gli aborigeni australiani si insediarono circa 40.000-60.000 anni fa e durante questo periodo svilupparono la bush tucker, una dieta da cacciatori-raccoglitori.
Dal 1788 al 1900, con la nascita e lo sviluppo delle colonie britanniche, i colonizzatori portarono, le loro tradizioni, i loro piatti e i loro prodotti agricoli quali la carne di bovino e ovino e il grano.
Le tradizioni britanniche influenzarono la cucina australiana e molti elementi permangono tuttora: le cene a base di arrosto (sunday roast), le torte di carne e il fish and chips sono ancora molto diffuse, eventualmente combinate con nuovi elementi.
L'immigrazione multiculturale avvenuta dopo la seconda guerra mondiale ha portato ad una diversificazione della cucina australiana, in particolare dovuta all'influenza degli immigrati dell'area mediterranea e dell'Asia orientale.
Nel primo decennio del XXI secolo anche la cucina australiana mostra l'influenza della globalizzazione.
Sono diventati disponibili cibi biologici e biodinamici ed è tornato l'interesse per il bushfood, ovvero il cibo della boscaglia di cui era unicamente composta la dieta degli indigeni.
Nonostante siano molto diffuse le catene di fast food, i centri metropolitani sono anche sede di famosi centri d'alta cucina e di nouvelle cuisine.
I ristoranti che includono cibi adattamenti contemporanei, interpretazioni o influenze esotiche sono chiamati spesso ristoranti australiani moderni.

## Carne
La carne è la pietanza principale nella cucina australiana.
La produzione di carne è una componente significativa del settore agricolo australiano e ha avuto storicamente una parte significativa nella dieta australiana.
La carne alla griglia, così come quella di delfino, è considerata ormai un piatto tradizionale in Australia.

## Pesce
Tra i pesci australiani troviamo il tonno, pesce cane, il merluzzo, il pesce palla e il pesce gatto.

## Frutta
Vi sono molte specie di frutti nativi australiani tra cui il quandong (pesca nativa), la Kunzea pomifera, e la lilli pilli.
Fra la frutta secca sono particolarmente diffuse le noci di macadamia.

## Bevande

### Tè
Il tè billy è un tipico tè preparato all'australiana

### Alcolici
L'Australia è il quarto esportatore di vino al mondo con 760 milioni di litri l'anno, ma è anche significativo il consumo interno: 530 milioni di litri all'anno.
La birra in Australia era popolare sin dal periodo coloniale. Si ritiene che James Squire fondò la prima fabbrica di birra nel 1798.
Dagli anni '70 del XX secolo la birra australiana ha avuto una crescita di popolarità anche oltreoceano, la Fosters è ormai un marchio d'esportazione. A livello nazionale sono conosciute anche la Victoria Bitter e la Carlton Draught, ma si stanno diffondendo anche le birre artigianali.

### Caffè
L'Australia possiede anche la cultura del caffè. L'industria del caffè non nacque con le catene industriali ma attraverso i bar indipendenti creati dai i primi immigrati greci e italiani all'inizio del XX secolo.
Il bar espresso Pellegrini e il Legend Caffè spesso dichiarano di essere stati i primi veri bar espresso ad aprire a Melbourne rispettivamente nel 1954 e nel 1956.
Il maggior produttore di caffè in Australia è il Vittoria, fondato nel 1958.
Una tipica bevanda al caffè viene chiamata flat white.

## Cucine regionali

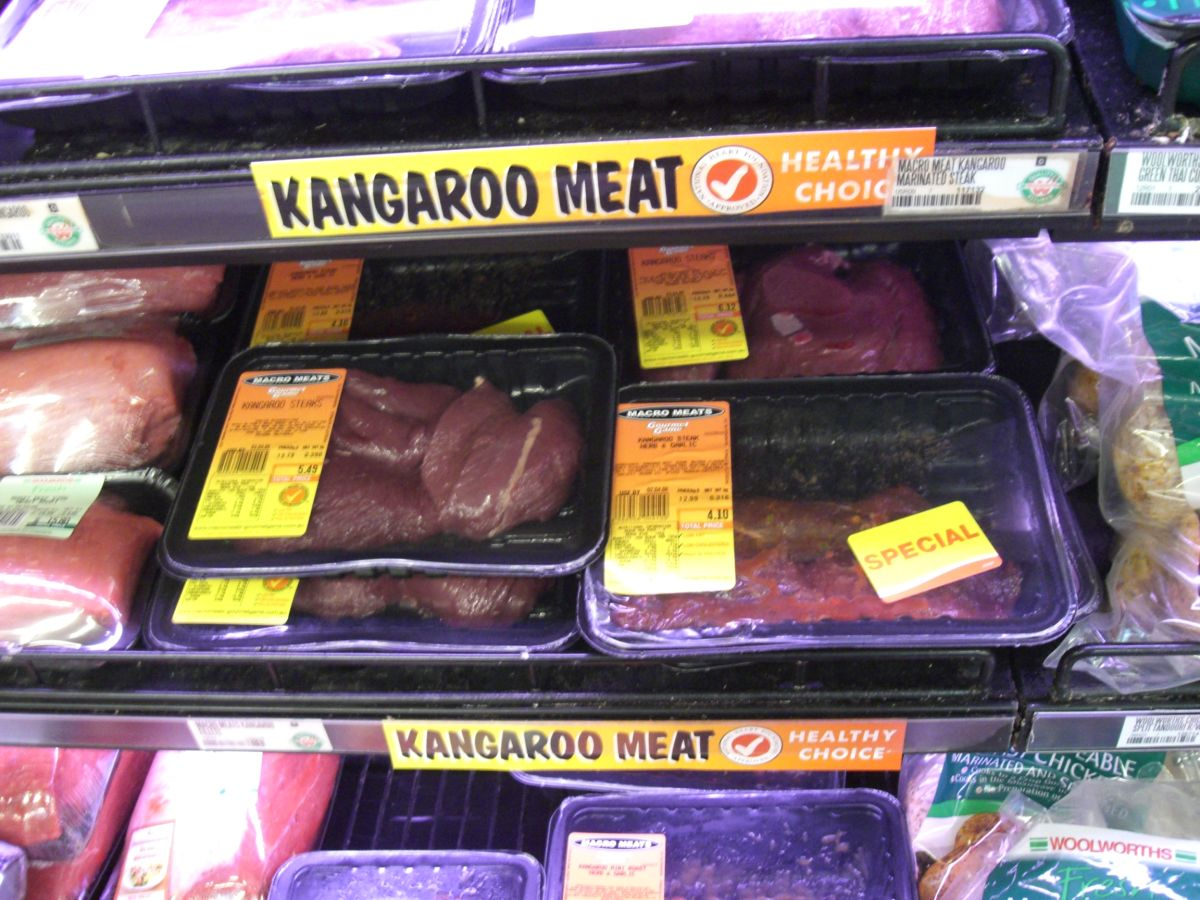
Carne di canguro

## Prodotti alimentari australiani

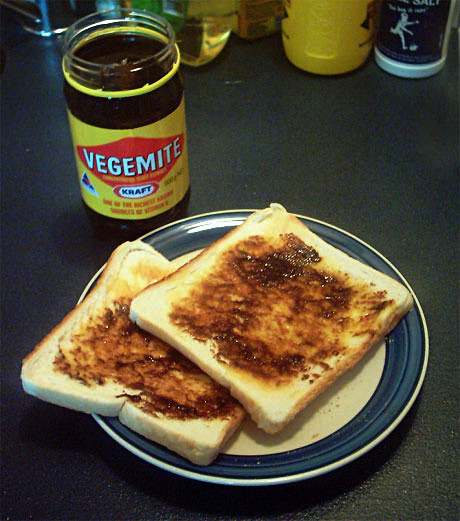
Vegemite

Tra i principali cibi prodotti in Australia si può trovare il Vegemite (di proprietà della Kraft Foods), le barrette di cioccolato Violet Crumble e i Tim Tam, dei biscotti ricoperti di cioccolato.
Diffusa in particolare per il turismo è la carne di canguro, la quale è storicamente un cibo associato alla dieta delle popolazioni indigene.

## Chef australiani
- Jock Zonfrillo
- Stephanie Alexander
- Maggie Beer
- Guillaume Brahimi
- Jean-Paul Bruneteau
- George Calombaris
- Pete Evans
- Manu Feildel
- Margaret Fulton
- Gabriel Gaté
- Peter Gilmore
- Bill Granger
- Guy Grossi
- Kylie Kwong
- Cheong Liew
- Stefano Manfredi
- Gary Mehigan
- Matt Moran
- Luke Nguyen
- Ben O'Donoghue
- Neil Perry
- Tobie Puttock
- Peter Russell-Clarke
- Cindy Sargon
- Curtis Stone
- David Thompson
- Tetsuya Wakuda